# Карпович, Владимир Сигизмундович
Влади́мир Сигизму́ндович Карпо́вич (родился в 1960) — генеральный директор СООО «Мобильные ТелеСистемы» (Республика Беларусь) с 7 сентября 2005 года по 19 сентября 2021 года. До этого с 27 декабря 2004 года работал в должности директора по планированию и развитию сети.
Окончил Минский радиотехнический институт в 1987 году по специальности инженер-конструктор технолог.
До прихода в компанию более 20 лет работал в отрасли связи в ряде эксплуатационных предприятий связи, в последующем в Министерстве связи Республики Беларусь на руководящих должностях. В 2003-2004 годах занимал должность Главы представительства иностранной компании в Республике Беларусь.